# 加列拉门
加列拉门（Porta Galliera）是意大利城市博洛尼亚昔日城墙上的一个城门，也是现存所有城门中最华丽的一座。 

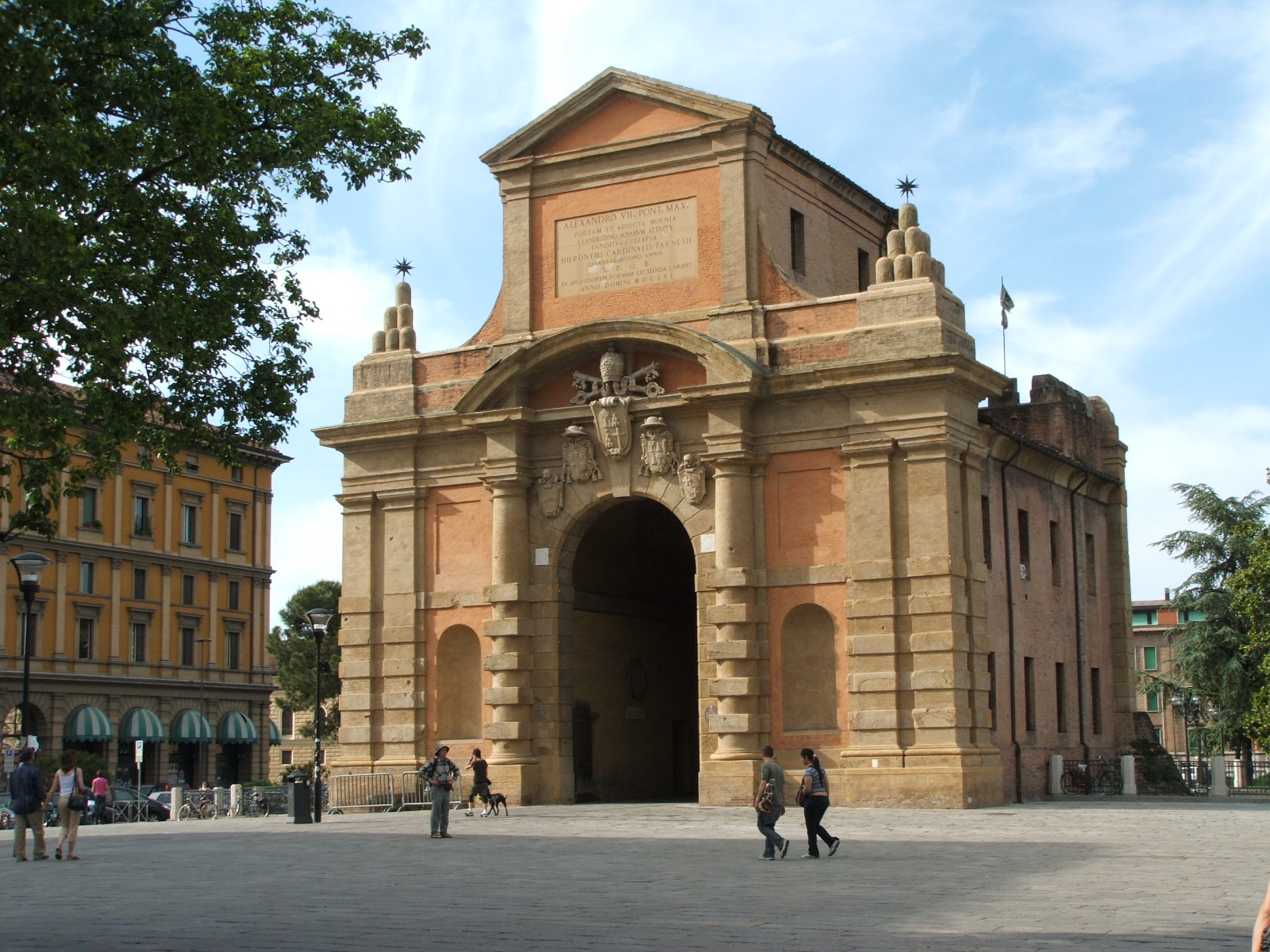
加列拉门

加列拉门建于1659-1661年，由建筑师巴塞洛缪 Provaglia设计。内门有一个华丽的巴洛克立面，而外门突出了城门防御性的军事功能。道路从此通往费拉拉。
1330-1333年，枢机主教贝特朗·杜·普热下令在此门附近修建一座城堡。到20世纪拆除城墙，城门孤立。在1926年和2001-2003年进行了修复。
44°30′15″N 11°20′41″E / 44.50417°N 11.34472°E